# Hyattville
Hyattville è un census-designated place degli Stati Uniti d'America, situato nella Contea di Big Horn dello stato del Wyoming. Nel censimento del 2000 la popolazione era di 73 abitanti.

## Geografia fisica
Secondo i rilevamenti dell'United States Census Bureau, la località di Hyattville si estende su una superficie di 10,5 km², tutti occupati da terre.

## Popolazione
Secondo il censimento del 2000, a Hyattville vivevano 73 persone, ed erano presenti 20 gruppi familiari. La densità di popolazione era di 7 ab./km². Nel territorio comunale si trovavano 62 unità edificate. Per quanto riguarda la composizione etnica degli abitanti, il 97,26% era bianco, l'1,37% proveniva dall'Asia e l'1,37% apparteneva a due o più razze.
Per quanto riguarda la suddivisione della popolazione in fasce d'età, il 26,0% era al di sotto dei 18, il 5,5% fra i 18 e i 24, il 21,9% fra i 25 e i 44, il 27,4% fra i 45 e i 64, mentre infine il 19,2% era al di sopra dei 65 anni di età. L'età media della popolazione era di 42 anni. Per ogni 100 donne residenti vivevano 102,8 maschi.